# Hogna efformata
Hogna efformata är en spindelart som beskrevs av Roewer 1959. Hogna efformata ingår i släktet Hogna och familjen vargspindlar.
Artens utbredningsområde är Namibia. Inga underarter finns listade i Catalogue of Life.